# Matrei am Brenner
Matrei am Brenner is een gemeente in het district Innsbruck Land van de Oostenrijkse deelstaat Tirol.
Matrei ligt in het noordelijke deel van het Wipptal, ongeveer zeventien kilometer ten zuiden van Innsbruck. Het dicht opeen gebouwde dorp met versierde huizen is qua oppervlakte na de gemeente Rattenberg de kleinste gemeente van Tirol. Matrei is cultureel en economisch sterk verbonden met de buurgemeenten Pfons en Mühlbachl, die op 1 januari 2022 werden opgenomen in de gemeente.

## Geschiedenis
Archeologisch vondsten uit de late bronstijd en de Hallstattcultuur wijzen erop dat Matrei als nederzetting op een verkeersgeografische belangrijke plek al lange tijd bestaat. De naam is afkomstig van het de naam van de Romeinse wegpost Matreium, die in 955 voor het eerst officieel vermeld werd als locus Matereia. Rond 1200 kreeg Matrei marktrechten. Het drukke persoons- en vrachtverkeer over de Brennerpas maakte van Matrei een belangrijk tussenstation hiervoor. De opening van de Brennerspoorlijn in 1867 zorgde echter voor een sterke terugname van het verkeer dat Matrei doorkruiste. Op 22 maart 1945 werd het dorp zwaar gebombardeerd, wat 48 mensenlevens kostte. De bij het bombardement beschadigde gebouwen werden na de Tweede Wereldoorlog in de oude staat hersteld. Een samenvoeging van de gemeente met de gemeenten Mühlbachl en Pfons werd in 1974 in een referendum door de bevolking afgewezen. Hoog boven Matrei staat de in 1622 gebouwde bedevaartskerk Maria Waldrast.

## Economie en infrastructuur
Het dorp leeft van het toerisme en de industrie. De rivier Sill die door het dorp loopt wordt sinds 1898 gebruikt voor het opwekken van elektriciteit. Het dorp ligt langs de Brenner Autobahn en is bovendien bereikbaar via de Brennerstraße, de Oostenrijkse rijksweg B182. Matrei heeft een station aan de Brennerspoorlijn.